# Viš
Viš este un sat din comuna Danilovgrad, Muntenegru. Conform datelor de la recensământul din 2003, localitatea are 110 locuitori (la recensământul din 1991 erau 83 de locuitori).

## Demografie
În satul Viš locuiesc 75 de persoane adulte, iar vârsta medie a populației este de 40,2 de ani (40,2 la bărbați și 40,1 la femei). În localitate sunt 33 de gospodării, iar numărul mediu de membri în gospodărie este de 3,33.
|  |

| Demografie | Demografie | Demografie |
| An         | Locuitori  | Locuitori  |
| ---------- | ---------- | ---------- |
|            |            |            |
|            |            |            |
|            |            |            |
|            |            |            |
| 1948       | 230        |            |
| 1953       | 248        |            |
| 1961       | 173        |            |
| 1971       | 157        |            |
| 1981       | 103        |            |
| 1991       | 83         | 83         |
| 2003       | 110        | 110        |

| \| Componența etnică conform recensământului din 2003[2] \| Componența etnică conform recensământului din 2003[2] \| Componența etnică conform recensământului din 2003[2] \| Componența etnică conform recensământului din 2003[2] \| Componența etnică conform recensământului din 2003[2] \| \| ----------------------------------------------------- \| ----------------------------------------------------- \| ----------------------------------------------------- \| ----------------------------------------------------- \| ----------------------------------------------------- \| \| \| \| \| \| \| \| Muntenegreni \| Muntenegreni \| \| 93 \| 84,54% \| \| Sârbi \| Sârbi \| \| 5 \| 4,54% \| \| Macedoneni \| Macedoneni \| \| 1 \| 0,9% \| \| necunoscută \| necunoscută \| \| 11 \| 10% \| |              |  |    |        |
| Componența etnică conform recensământului din 2003 |              |  |    |        |
| |              |  |    |        |
| Muntenegreni | Muntenegreni |  | 93 | 84,54% |
| Sârbi | Sârbi        |  | 5  | 4,54%  |
| Macedoneni | Macedoneni   |  | 1  | 0,9%   |
| necunoscută | necunoscută  |  | 11 | 10%    |